# 拉加里格灣
64°39′S 62°34′W / 64.650°S 62.567°W
拉加里格灣（Lagarrigue Cove），是南極洲的海灣，位於葛拉漢地西岸的丹科海岸，處於斯皮格特峰以南的埃雷拉海峽，由阿根廷海軍命名，現時由南極條約體系管理。